# Alcalose

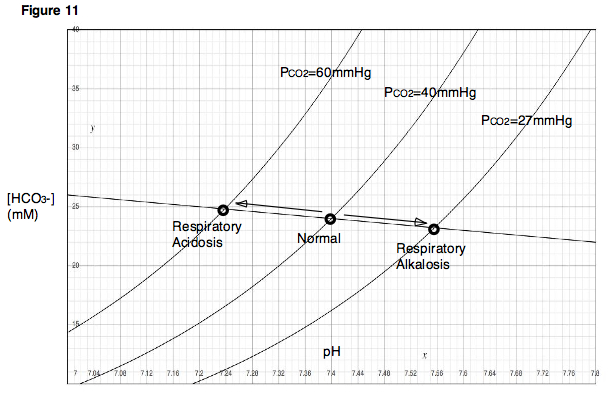
Diagramme de Davenport, permettant de mettre en évidence une alkalose et une acidose à l’aide du pH du sang et de la concentration en biocarbonate de ce dernier.

L’alcalose est un trouble de l'équilibre acido-basique, désignant un état pathologique dû à une hausse du pH du sang, qui devient supérieur à la normale et donc basique (par opposition à l'acidose, liée à une baisse du pH du sang).
Il est particulièrement connu en médecine vétérinaire car il touche notamment les ruminants, entraînant une augmentation du potentiel hydrogène du rumen et une météorisation.

## Cause
L’alcalose résulte d’une accumulation dans le rumen d’azote soluble, liée à la consommation massive d’aliments qui en sont riches comme l’herbe jeune au printemps, les légumineuses, les crucifères, les ensilages d’herbe pauvre en matière sèche et les pailles traitées qui n’ont pas fixé l’ammoniac.
Cet azote est transformé en ammoniac lors des fermentations réalisées par les bactéries du rumen. Mais s’il est en trop grande quantité, il ne pourra pas être utilisé intégralement par les bactéries du rumen pour la fabrication de leurs protéines, en particulier si la ration est pauvre en énergie. L’ammoniac excédentaire passe dans le sang, où sa teneur est régulée par l’action du foie qui le transforme en urée avant qu’il ne soit évacué dans les urines. Les troubles apparaissent lorsque le foie est débordé, auquel cas l’animal développe une alcalose sanguine qui déséquilibre son métabolisme.

## Symptômes
Les symptômes peuvent évoluer très rapidement, et conduire à la mort de l’animal de manière foudroyante. L’animal commence par météoriser un peu. Il présente une diarrhée vert foncé ou noire. L’alcalose sanguine se traduit par des signes de malaise : tremblements de tête et des oreilles, salivation excessive et respiration rapide, et évolue rapidement vers la mort de l’animal.

## Intoxication à l’urée
L’intoxication à l’urée est une forme particulière d’alcalose, qui est encore plus foudroyante que la précédente. Elle est également susceptible d’engendrer une carence en vitamine B1 qui se manifeste par des troubles nerveux et une excitation anormale.

## Prophylaxie
La prévention de la maladie passe essentiellement par la gestion de l’alimentation des animaux. Il faut surveiller que l’équilibre entre azote et énergie est bien respecté, et éviter certains aliments comme l’urée ou le pâturage de prairies constituées uniquement de légumineuses.

## Traitement
L’alcalose peut se traiter par ingestion de vinaigre, riche en acide acétique, additionné de l’emploi d’hépatoprotecteurs.